# Holborn (London Underground)

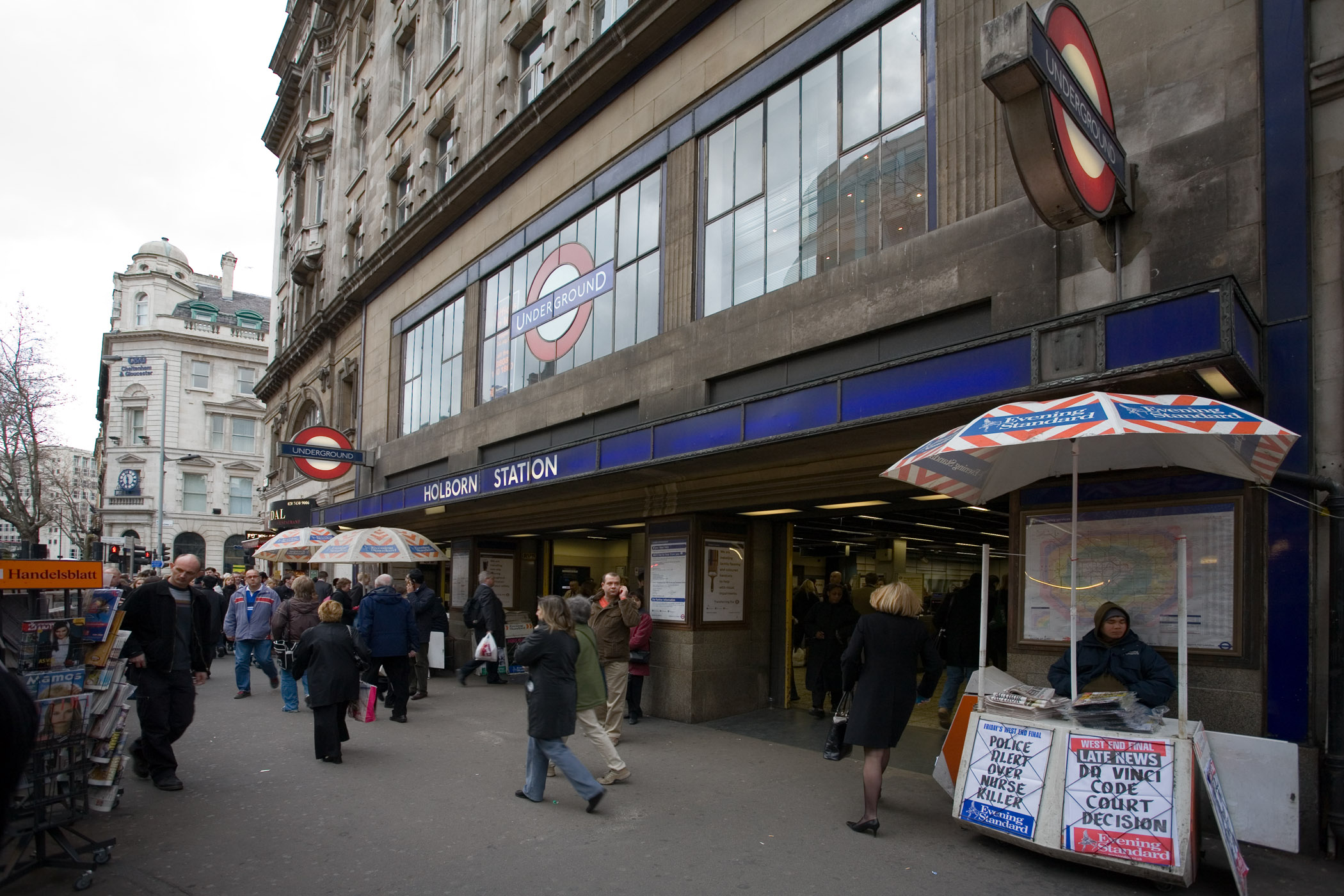
Außenansicht des Eingangsbereichs

Holborn [ˈhəʊbən] ist eine unterirdische Station der London Underground im Stadtbezirk London Borough of Camden. Sie liegt in der Travelcard-Tarifzone 1, an der Kreuzung von High Holborn, Kingsway und Southampton Row. Hier kreuzen sich die Central Line und die Piccadilly Line auf zwei Ebenen mit je zwei Bahnsteigen. In der Nähe befindet sich das British Museum, das man allerdings auch über die Station Euston und den Bahnhof Tottenham Court Road erreichen kann. Im Jahr 2013 nutzten 34,02 Millionen Fahrgäste die Station.

## Geschichte

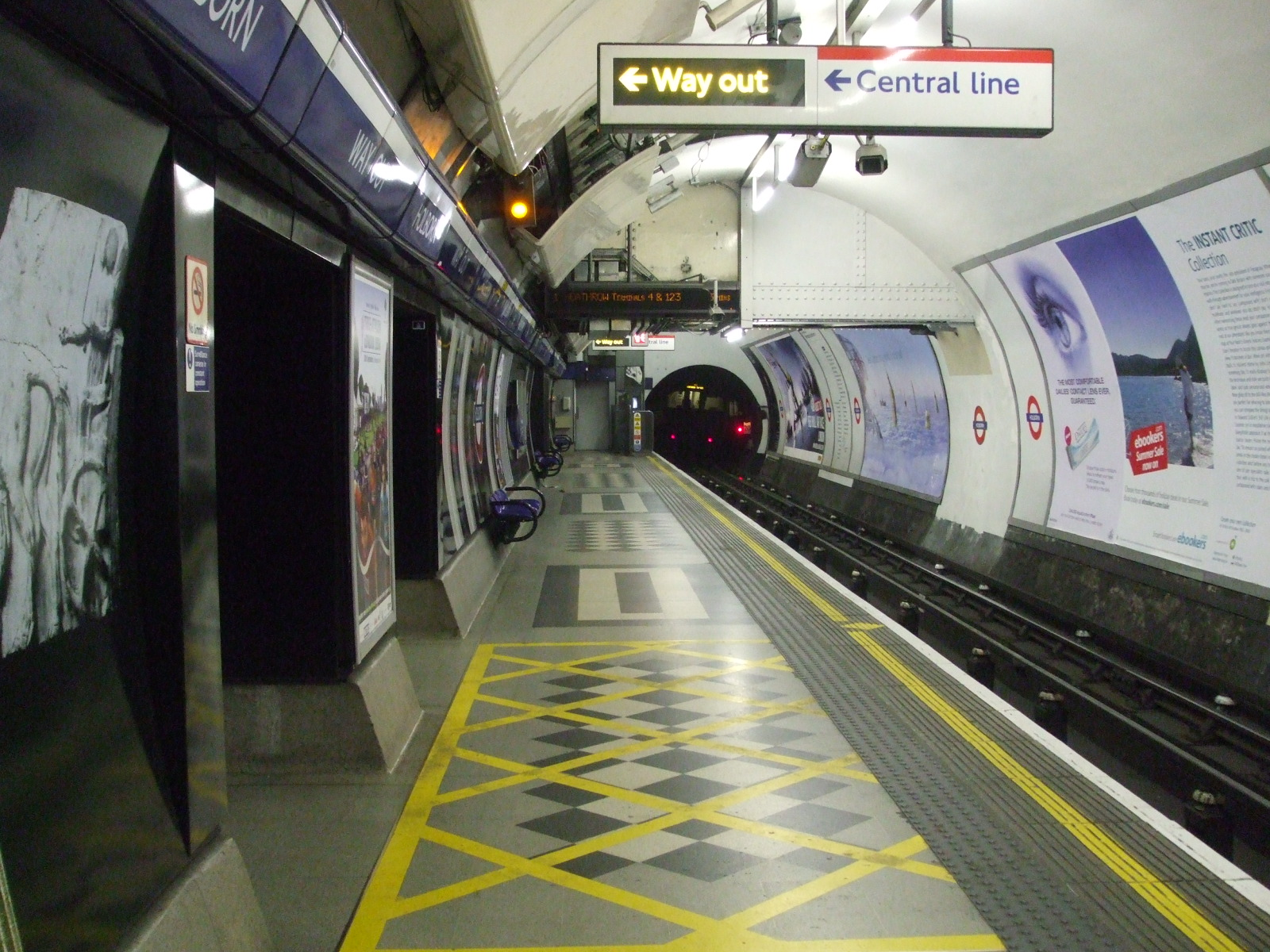
Bahnsteig der Piccadilly Line in Richtung Westen

Übersichtsskizze der gesamten Stichstrecke

Die Eröffnung der Station erfolgte am 15. Dezember 1906 durch die Great Northern, Piccadilly and Brompton Railway (GNP&BR), die Vorgängergesellschaft der Piccadilly Line, welche die heutigen Bahnsteige 3 und 4 in Betrieb nahm. Zu Beginn hieß die Station Holborn (Kingsway), der Klammerzusatz fiel in den 1960er Jahren weg. Die Gleise der Central London Railway (CLR), der heutigen Central Line, verliefen bereits seit 1900 durch Holborn, es bestand aber keine Verbindung zwischen beiden Linien. Die nächstgelegene Station der CLR war British Museum, rund 250 Meter weiter westlich.
Am 30. November 1907 eröffnete die GNP&BR eine Stichstrecke nach Aldwych, mit den heutigen Bahnsteigen 5 und 6. 1913 gab es erstmals Pläne zur besseren Verknüpfung von CLR und GNP&BR, diese konnten aber wegen des Ersten Weltkriegs nicht umgesetzt werden und verzögerten sich danach weiter. Zu Beginn der 1930er Jahre erfolgte eine umfassende Modernisierung. Das ursprüngliche Stationsgebäude von Leslie Green wurde durch einen von Charles Holden entworfenen Neubau ersetzt. Die Entfernung der Aufzüge sowie der Bau von Rolltreppen und einer neuen unterirdischen Schalterhalle ermöglichten einen besseren Zugang. Schließlich hielten am 25. September 1933 erstmals Züge der Central Line an den neuen Bahnsteigen 1 und 2, nachdem am Tag zuvor die Station British Museum geschlossen worden war.
Seit seiner Eröffnung benutzten relativ wenige Fahrgäste den Pendelzug auf dem Abzweig nach Aldwych, denn parallel dazu verkehrte die Straßenbahn im Kingsway Tramway Subway, einer Unterpflasterstrecke. Selbst von der Einstellung des Straßenbahnbetriebs im Jahr 1952 konnte der Aldwych-Abzweig nicht profitieren. Zuletzt fuhren die Züge dort nur noch während der Hauptverkehrszeit, am 30. September 1994 wurde der Betrieb ganz eingestellt. Aufgrund der Terroranschläge vom 7. Juli 2005 war die Station der Piccadilly Line während einigen Wochen geschlossen; am 4. August erfolgte die Wiedereröffnung.

## Stillgelegte Bahnsteige
Der Kopfbahnsteig 6 war seit 1912 nur noch sehr spärlich genutzt worden und wurde schließlich am 16. August 1917 geschlossen. Während des Zweiten Weltkrieges richtete man im Bereich des gesamten Bahnsteiges und des Gleises Büroräume und darüber einen Schlafsaal ein. Den Übernamen Hostel erhielt der Bahnsteig, weil noch in den 1950er Jahren Gastarbeiter dort untergebracht waren. Später wurden Teile der Räumlichkeiten von einem Modellbahnverein und als Lager der University of London genutzt, heute stehen sie leer.
Bahnsteig 5 diente als Testfläche für interaktive Werbung, die von Videobeamern auf Leinwände an der Rückwand hinter dem Gleis projiziert wird. Bei der Einfahrt eines Zuges werden die Beamer aus- und nach Abfahrt wieder eingeschaltet. Um das Erkennungssystem zu testen, verwendete man den noch vorhandenen Zug der Stichstrecke. Außerdem erhöhte man den Bahnsteig an einer Stelle, an der die Tür eines haltenden Zuges stehen bleiben soll, um Möglichkeiten für den barrierefreien Zugang auszuloten. Der Bahnsteig ist noch heute in vergleichsweise gutem Zustand und abgesehen von einer Lagerfläche für Rolltreppenersatzteile am nördlichen Ende weitgehend unverändert. Er wurde schon mehrfach als Filmkulisse genutzt, so wurde beispielsweise 1997 das Musikvideo zu dem Lied Turn Back Time der dänischen Band Aqua hier gedreht.